# Listă de filme braziliene din 2004
Aceasta este o listă de filme braziliene din 2004:

## Lista
| Titlu                                | Regizor         | Actori     | Gen     | Note                                                                |
| ------------------------------------ | --------------- | ---------- | ------- | ------------------------------------------------------------------- |
| A Alma do Osso                       |                 |            |         |                                                                     |
| Amazon Forever                       |                 |            |         |                                                                     |
| Araguaya - A Conspiração do Silêncio |                 |            |         |                                                                     |
| Arte na Minha Casa                   |                 |            |         |                                                                     |
| Ato II Cena 5                        |                 |            |         |                                                                     |
| Cazuza - O Tempo Não Pára            | Walter Carvalho |            |         |                                                                     |
| Familia rodante                      | Pablo Trapero   |            |         | Co-producție cu Argentina, Franța, Germania, Spania și Regatul Unit |
| Olga                                 |                 |            | Drama   |                                                                     |
| Sexo, Amor e Traição                 |                 | Malu Mader | Comedie |                                                                     |